# 3275 Oberndorfer
3275 Oberndorfer è un asteroide della fascia principale. Scoperto nel 1982, presenta un'orbita caratterizzata da un semiasse maggiore pari a 2,3327323 UA e da un'eccentricità di 0,1812517, inclinata di 8,58767° rispetto all'eclittica.